# خانه اسلامیت
خانه اسلامیت یکی از بناهای قدیمی کرمان است که متعلق به حاج آقا اسلامیت است و توسط پدر ابراهیم خان ظهیرالدوله(حاكم كرمان در آن عصر)  ساخته شده و متعلق به دورة قاجار می‌باشد. طرح اولیه این خانه نیز مانند دیگر خانه‌های قدیمی دارای حیاط مرکزی می‌باشد که فضاهای زندگی و انبارها و آشپزخانه در اطراف آن و در لایه‌های مختلف قرار دارند.
با تعریض خیابان دو جبهه جنوب و قسمتی از حیاط مرکزی تخریب نگردیده‌است ولی باقی‌مانده ساختمان در حال حاضر قابل سکونت بوده و مورد استفاده قرار می‌گیرد. باقی‌مانده ساختمان که شامل دو جبهه شمالی و شرقی می‌باشد، ازنظر تزئینات دارای ارزش می‌باشد. خانه به صورت یک طبقه و دارای کرسی می‌باشد. مهم‌ترین بخش بنا جبهه شمالی ساختمان است که از اتاق‌های دودری و سه دری و تالار مرکزی تشکیل شده‌است. خانه اسلامیت در جوار خیابان شهدای فتح آبادان (آلاشت) و از شرق و غرب به دو کوچه پنج متری منتهی می‌شود. هر گونه تغيير در اين متن براي مالكيت اين خانه يا ادعاي حق مالكيت پيگرد قانوني دارد و با متخلفين برخورد خواهد شد. 